# Pleurozium schreberi
Espèce
Synonymes
- Acrocladium morenoi Dusén[2]
- Calliergon schreberi (Brid.) Mitt.[3]
- Calliergonella schreberi var. tananae (Grout) Grout[3]
- Calliergonella schreberi (Brid.) Grout[3]
- Entodon schreberi (Willd.) Mnkm.[3]
- Hylocomium parietinum Lindb.[3]
- Hypnopsis schreberi Podp.[3]
- Hypnum curlandicum Brid.[2]
- Hypnum muticum Sw. ex Lam. & DC.[2]
- Hypnum schreberi Willd.[3]
- Hypnum sebillei Renauld & Cardot[2]
- Pleurozium schreberi var. tananae (Grout) Wijk & Marg.[3]

La Pleurozie dorée (Pleurozium schreberi), également appelée Hypne dorée ou Hypne de Schreber est une espèce de mousse typique des forêts boréales du Canada, de Scandinavie et de Russie. Cette espèce de mousse est reconnaissable par sa tige rouge et par ses rameaux courbes retombants. Cette mousse va former un tapis pleurocarpe et ectohydrique.
Largement répandue dans l'hémisphère nord, il est utilisé comme bio-indicateur dans la détection de polybromodiphényléthers (PBDE) dans les zones contaminées par ces produits chimiques.
Son rôle de bio-indicateur a permis par exemple de cartographier et surveiller la pollution par les métaux lourds dans les pays européens.

## Liste des variétés
Selon The Plant List (2 janvier 2017) :
- variété Pleurozium schreberi var. tananae (Grout) Wijk & Margad.

Selon Tropicos (2 janvier 2017) (Attention liste brute contenant possiblement des synonymes) :
- variété Pleurozium schreberi var. laevigatum Wijk & Margad.
- variété Pleurozium schreberi var. secundum Broth.
- variété Pleurozium schreberi var. tananae (Grout) Wijk & Margad.